# Der Bräutigam und der Papa

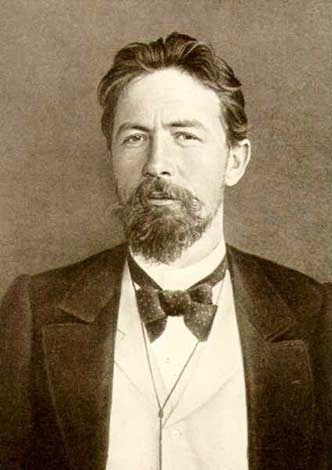
Anton Tschechow

Der Bräutigam und der Papa (russisch Жених и папенька, Schenich i papenka) ist eine Kurzgeschichte des russischen Schriftstellers Anton Tschechow, die am 31. Juli 1885 in der Tageszeitung Peterburgskaja gaseta erschien.

## Inhalt
Auf einem Sommerball wird Pjotr Petrowitsch Milkin, ein junger Gehaltsempfänger, von einem Bekannten angesprochen. Letzterer freut sich schon auf den Junggesellenabschied, den Milkin in Bälde feiern wird. Der Bräutigam stellt sich dumm: Junggesellenabschied, wie das?
Antwort: Die Spatzen pfeifen es vom Dächern – Milkin wird Nastenka, die Tochter des Hofrats Kirill Trofimytsch Kondraschkin, ehelichen. Milkin fällt aus allen Wolken. Tags darauf sucht der Bräutigam den Hofrat in dessen Sommerhaus auf. Milkin frohlockt – Nastenka ist gerade einmal außer Haus. So braucht er sich nur von dem Papa der Braut zu verabschieden. Da hat der Bräutigam die Rechnung ohne den Wirt gemacht.
Den ganzen Sommer über, so der Hofrat, habe er Milkin mittags durchgefüttert. Milkin habe nächtelang Nastenkas Händchen gehalten und nun erwarte der Papa – Vater von sieben Töchtern – einen Heiratsantrag. Wenigstens eine muss unter die Haube.
Milkin zieht alle Register: Er und Nastenka differierten in ihren Überzeugungen und Ansichten. Er sei als Quartalssäufer Nastenkas nicht würdig, als Beamter nehme er Bestechungsgelder an und gegen ihn laufe ein Verfahren wegen Unterschlagung. Der Hofrat lässt keinen der Einwände gelten und hält für jeden Makel kurz und bündig einen passablen Ausweg parat. Zum Beispiel – Nastenka wird nach der Verurteilung wegen Unterschlagung dem Gatten, den sie doch liebt, zweifellos nach Sibirien folgen. Milkin muss weiterlügen; gesteht Urkundenfälschung und er sei ein entlaufener Zuchthäusler.
Kondraschkin ist matt gesetzt, aber nur für ein Weilchen. Milkin wird im Gehen vom Hofrat mit einer Frage aufgehalten: Warum ist der Bräutigam dann monatelang auf freiem Fuße? Antwort: Milkin lebe unter falschem Namen. Darauf der Papa: Der Bräutigam solle keine Fisimatenten machen und endlich heiraten.
Eine Ausrede fällt dem Heiratsunwilligen noch ein: Er sei geisteskrank. Als ihm das Gebrechen nicht abgenommen wird, bemüht er sich bei einem befreundeten Arzt um Attestierung der Krankheit. Der Mediziner muss das gewünschte Zeugnis verweigern, denn: „Wer nicht heiraten will, der ist nicht geisteskrank.“

## Verfilmung
- 1998, Russland, VID-TV[2] und Tschechow-Kunsttheater Moskau: Tschechow und Company[3], Staffel 3 (russisch) von Sinowi Roisman[4], Dmitri Brusnikin[5] und Alexander Feklistow mit Wjatscheslaw Newinny jun. als Milkin und Wjatscheslaw Newinny sen.[6] als Kondraschkin.

## Verwendete Ausgabe
- Gerhard Dick (Hrsg.), Wolf Düwel (Hrsg.): Anton Tschechow: Gesammelte Werke in Einzelbänden: Der Bräutigam und der Papa. S. 353–359 in: Gerhard Dick (Hrsg.): Anton Tschechow: Vom Regen in die Traufe. Kurzgeschichten. Aus dem Russischen übersetzt von Ada Knipper und Gerhard Dick. Mit einem Vorwort von Wolf Düwel. 630 Seiten. Rütten & Loening, Berlin 1964 (1. Aufl.)[7]